# Rudolf Bahro
Rudolf Bahro (Bad Flinsberg, 1935 - Berlín, 1997) fou un filòsof, comunista, crític del socialisme i militant ecologista alemany que exercí una enorme influència en la gran crisi del pensament i la pràctica del marxisme a ambdues bandes de l'Europa de la dècada del 1970.

## Biografia

### Infantesa
Nasqué en el si d'un família benestant de la Baixa Silèsia en el moment d'ascens del nazisme. La família es fragmentà quan al final de la guerra fou deportada. La mare i els germans moriren de febre tifoide en circumstàncies confuses, mentre el pare aconseguí sobreviure a Àustria. El menut Rudolph fou acollit i protegit per una tieta fins que el 1950 retrobà el seu pare que s'havia tornat a casar a Rieß, avui a Siehdichum.
Fou un estudiant notable a l'Escola Secundària de Furstenberg, a la República Democràtica Alemanya, i fou inscrit contra la seva voluntat als rengles de la Joventut Lliure Alemanya. Segons ell mateix escriurà, fou l'únic acte que hagué de complir a contracor durant la seva vida a la RDA.

### Joventut
Feu la carrera de filosofia a la Universitat Humboldt de Berlín Est, on fou deixeble de Kurt Hager i de Georg Klaus, entre d'altres. La seva tesi: "Johannes R. Becher i el paper de la classe treballadora alemanya i el seu partit sobre la qüestió nacional del nostre poble" rebé els màxims honors.
A partir del XX Congrés del PCUS el 1956, deriva cada cop més decididament vers la dissidència.Tanmateix, dirigí els periòdics L'aldea i La Nostra Universitat. Es casà amb Gundula Lembke, mestra de rus, amb qui tingueren tres filles i un fill. El 1960 publica el seu primer llibre, que serà una antologia poètica. Ocupà càrrecs relativament importants dins de l'estructura universitària i científica, fins que el 1967 les seves divergències de fons amb la política oficial el dugueren a allunyar-se del Partit.

### Maduresa
La crisi es produí a l'agost del 1968, amb motiu de la l'anomenada primavera de Praga. Bahro abandona el Partei des Demokratischen Sozialismus i manifesta la seva simpatia i solidaritat amb el moviment reformista encapçalat pel Alexander Dubček. Comença immediatament la redacció del llibre L'Alternativa a l'Europa de l'Est que li donà rellevància mundial i que després passaria a ser conegut com L'Alternativa. La seva muller Gundula es divorcià d'ell, segons digué, per protegir els infants de les possibles represàlies en contra de Bahro. Un cop acabat, el 1975 Intentà que el manuscrit fos publicat per la Universitat Tècnica de Merseburg i, malgrat l'opinió favorable del Comitè Editorial, sembla que la Stasi ho impedí. El manuscrit, tanmateix, arribà a Colònia, a la RFA, on es servà des de 1976.

### Exili i ressò
En un fenomen únic a la història, L'Alternativa es torna un text fonamental de l'huracà polític i teòric dels anys seixanta, deu anys abans de ser publicat. És el temps de l'aparició de les fotocòpies massives. Un ampli resum aparegué a finals d'agost del 1976 al setmanari oest-alemany Der Spiegel. Un any després sortí el llibre formal i complet. I aquell mateix any floriren un grapat de traduccions arreu.
Al febrer de 1978 Bahro fou detingut, i sis mesos després jutjat pel delicte d'alta traïció, denigració de la pàtria i posar-se al servei de nacions enemigues. Fou condemnat a 12 anys de presó. Un ampli moviment mundial de solidaritat, però, s'integrà ràpidament, en el que participà manta personalitats de l'esquerra contestatària, com Heinrich Böll, Günter Grass, Arthur Miller, Graham Greene, Carol Stern o Mikis Theodorakis. Fou alliberat després de gairebé dos anys, a l'octubre de 1979, i deportat a la República Federal d'Alemanya junt amb la seva antiga muller Ursula Beneke i llurs dues filles.

### L'oest i Els Verds

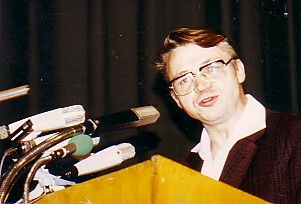
Bahro intervé al ple de l'Assemblea Nacional dels Verds a Múnic el 1981

Tot just arribat, ingressà a la flamant formació ecologista Els Verds, que ben aviat es convertiria en un partit polític amb tots els ets i uts. Es pot ben dir que un dels impulsors d'aquesta transformació del pur testimoniatge a l'acció parlamentària fou Bahro. Les seves noves preocupacions ecologistes es veieren acompanyades d'un fort interès místic. Constatà que, malgrat el confort material de què gaudien els ciutadans de la RFA, no existia un estat de satisfacció i de benestar interior. Ho atribuí a una manca profunda d'espiritualitat, i arribà a establir un paral·lelisme entre les herències malaguanyades de Jesucrist i de Marx.
Tanmateix, el 1981 visità la República Popular i Democràtica de Corea i en quedà fortament impressionat. Afirmà que Nord Corea havia sabut resoldre de manera exemplar les necessitats materials i ensems espirituals de la societat, i considerà aquest viatge com "el més important de la seva vida". Quasi simultàniament s'apropà a les comunitats -comunes- alternatives, amb ideologies vagament anarquistes i hippies, fet que el portà a visitar durant algunes setmanes, l'aleshores cèlebre comunitat parareligiosa i experimental de Rajneeshpuram (Oregon) als Estats Units, fundada i dirigida per Bhagwan Shree Rajneesh (Osho), amb qui no s'acabà d'entendre. Poc després Bhagwan plegà a causa de "l'aparició d'estructures paral·leles de poder" i a que l'estat considerà que violava el principi de laïcitat constitucional. Rajneeshpuram fou dissolta.

### Retorn a l'est i mort
A finals de 1989, un any abans de la desaparició de la RDA i la seva annexió, Bahro fou autoritzat a tornar al seu país, completament rehabilitat per la Cort Suprema. Reinicià immediatament el seu treball a la Universitat Humboldt, aquest cop impartint un curs i creant un equip de recerca sobre el que anomenà "ecologia social". Els sectors més conservadors i ortodoxos l'acusaren aleshores de proposar una "dictadura ecològica". Ell respongué amb un text titulat L'ecofeixisme.
La fi del règim socialista es veia venir i ja semblava inevitable, i Bahro s'erigí en defensor ferreny dels valors que considerà indiscutibles del règim socialista, principalment la prevalença de la política sobre l'economia. Preconitzà que si finalment es produïa l'absorció i les dues Alemanyes es fonien en una sola, l'est mantingués una forta autonomia. En aquest sentit es pronuncià en la seva intervenció al Congrés del Partit Socialista Unificat d'Alemanya. La discussió derivà, però, vers la disjuntiva de si el partit mateix havia de continuar o ser dissolt. Finalment el Congrés es decantà per mantenir-lo i canviar-li el nom a SED-PDS, cosa que Bahro no compartí i que l'allunyà definitivament de l'organització.
El 1991, després del trencament amb la seva tercera muller, Beatrice, aquesta es suïcidà, fet que afectà molt profundament Bahro. Mesos més tard li fou detectat un tipus estrany de càncer a la sang, que ell atribuí al disgust que li produí la tragèdia de la seva dona. Es negà a sotmetre's a un tractament convencional i optà per mètodes alternatius i naturistes. Arribà fins i tot a internar-se durant algunes setmanes en un monestir. Reprengué la seva activitat acadèmica fins que un sobtat empitjorament de la seva salut, amb una pneumònia afegida, l'obligà a plegar i a acceptar la quimioteràpia. Morí el 5 de desembre de 1997. Fou enterrat al cementiri de Dorotheenstädtischer a Berlin.

## Obra

### L'Alternativa
Sense cap mena de dubte el text més important produït per Barho és el primer, si no comptem el llibret de poemes esmentat més amunt i els articles publicats a diaris i revistes, L'Alternativa per Europa de l'Est. Cal assenyalar que l'autor utilitza l'article definit La i no diu pas Una. És a dir, des de la seva òptica, no existeix una altra solució a la problemàtica socialista. La idea sorgí després de treballar durant nou anys a empreses de gomes i plàstics, de 1967 a 1977, seguint molt de prop l'organització del treball. Constatà aleshores la baixíssima productivitat i l'apatia amb la que els treballadors duien a terme la feina. Suggerí aleshores a la direcció del Partit dotar d'una gran autonomia les organitzacions obreres, a fi de comprometre-les amb el funcionament i els resultats laborals. Una mica a la manera, diguem, de l'autogestió iugoslava. Les seves propostes, però, no trobaren cap ressò.
Comença aleshores, de manera gairebé clandestina, el manuscrit que el farà cèlebre. La crisi txecoslovaca de l'estiu de 1968 que ell considerà "els dies més foscos e la seva vida", el portà a trencar amb el PSD. Comença a escriure L'Alternativa el 1972. I el 1975 ja estava pràcticament enllestit. Una còpia, tal com ja hem dit, havia arribat a la RFA, a través d'un musicòleg amic, Harry Goldschmidt. Un altre, però, caigué en mans de la Stasi, amb la col·laboració, sembla, de la seva exmuller Gundula, que no volia veure's embolicada. Quan Bahro se'n va assabentar va concloure el text a correcuita i l'envià d'amagat a diversos coneguts de la RDA.
El llibre està compost per tres parts: I. El fenomen d'un camí no capitalista vers la societat industrial; II. Anatomia del socialisme realment existent; i III. L'estratègia d'un comunisme alternatiu. Les seves conclusions postulen que el que existeix en realitat és una mena de "protosocialisme" derivat de l'endarreriment social i econòmic de Rússia al moment de la revolució, la qual cosa va allunyar la construcció del socialisme dels postulats teòrics i la va deformar. Aquesta deformació va ser heretada als estats socialistes sorgits en acabat la Segona Guerra Mundial. Tanmateix, considera que la via escollida per Lenin fou correcta i que la industrialització ferotge que dirigí Stalin era indispensable. Fins i tot els crims comesos en aquest període foren, segons Bahro, inevitables.
Cal, doncs, una nova revolució antiburocràtica i autènticament alliberadora del treballadors i del "petit poble", que foragiti l'explotació i submissió a les que continuen sotmesos. Cal finir amb la divisió del treball. Tothom té el dret a exercir l'art o la ciència -les disciplines "no immediatament productives"- al mateix temps que exerceix un "ofici de baix nivell", socialment indispensable.
Un ampli resum de L'Alternativa aparegué al Der Spiegel el 22 d'agost de 1977, i a començaments de setembre els prestatges i exhibidors de les llibreries alemanyes ja anaven plens del llibre. Aquell mateix any o començaments del següent, fou traduït i publicat en gairebé totes les grans llengües occidentals. Mai no circulà legalment a la RDA, la qual cosa no impedí que n'hi hagués milers d'exemplars.

### Altres llibres
- Socialisme i sobrevivència; 1980
- Del vermell al verd; 1984
- La construcció del Moviment Verd; 1986
- Cal evitar el desastre social i ecològic; 1987